# Forget Forever
"Forget Forever" é uma canção da cantora estadunidense Selena Gomez, gravada para seu álbum de estreia a solo Stars Dance (2013). Escrita por Jason Evigan, Clarence Coffee Jr., Alexander Iziquierdo, Jordan Johnson, Stefan Johnson e Marcus Lomax, foi produzida por todos os anteriores em conjunto com Mitch Allan. Allan e Evigan são creditados como The Suspex e os outros são apresentados sob o nome The Monsters and the Strangerz. Produção vocal adicional foi realizada por Dan Brook. A faixa foi primeiramente ouvida em março de 2013, quando vazou na rede, então conhecida como "Rule the World". Um vídeo com o áudio da composição foi mais tarde publicado no canal de Gomez no YouTube. Musicalmente, "Forget Forever" é uma canção derivada do dance-pop e synthpop, além de elementos do house e EDM.
Sua letra foi descrita pela artista como uma "representação de sua vida no momento" e trata sobre o término de um relacionamento; após o vazamento, a imprensa musical especulou que os versos eram sobre Justin Bieber, ex-namorado da cantora. As análises dos críticos musicais foram positivas; compararam a obra com trabalhos do disc jockey (DJ) escocês de electro house Calvin Harris e a cantora barbadense Rihanna. Os jornalistas também apreciaram sua atmosfera dançante, assim como os vocais de Selena, o que fez com que alguns a citassem como uma possível escolha de single. Devido a muitos downloads digitais, a composição conseguiu registrar entrada na tabela sul-coreana Gaon Music Chart, alcançando a 118.ª posição. "Forget Forever" é a única faixa da edição padrão de Stars Dance a não ser incluída na Stars Dance Tour.

## Antecedentes

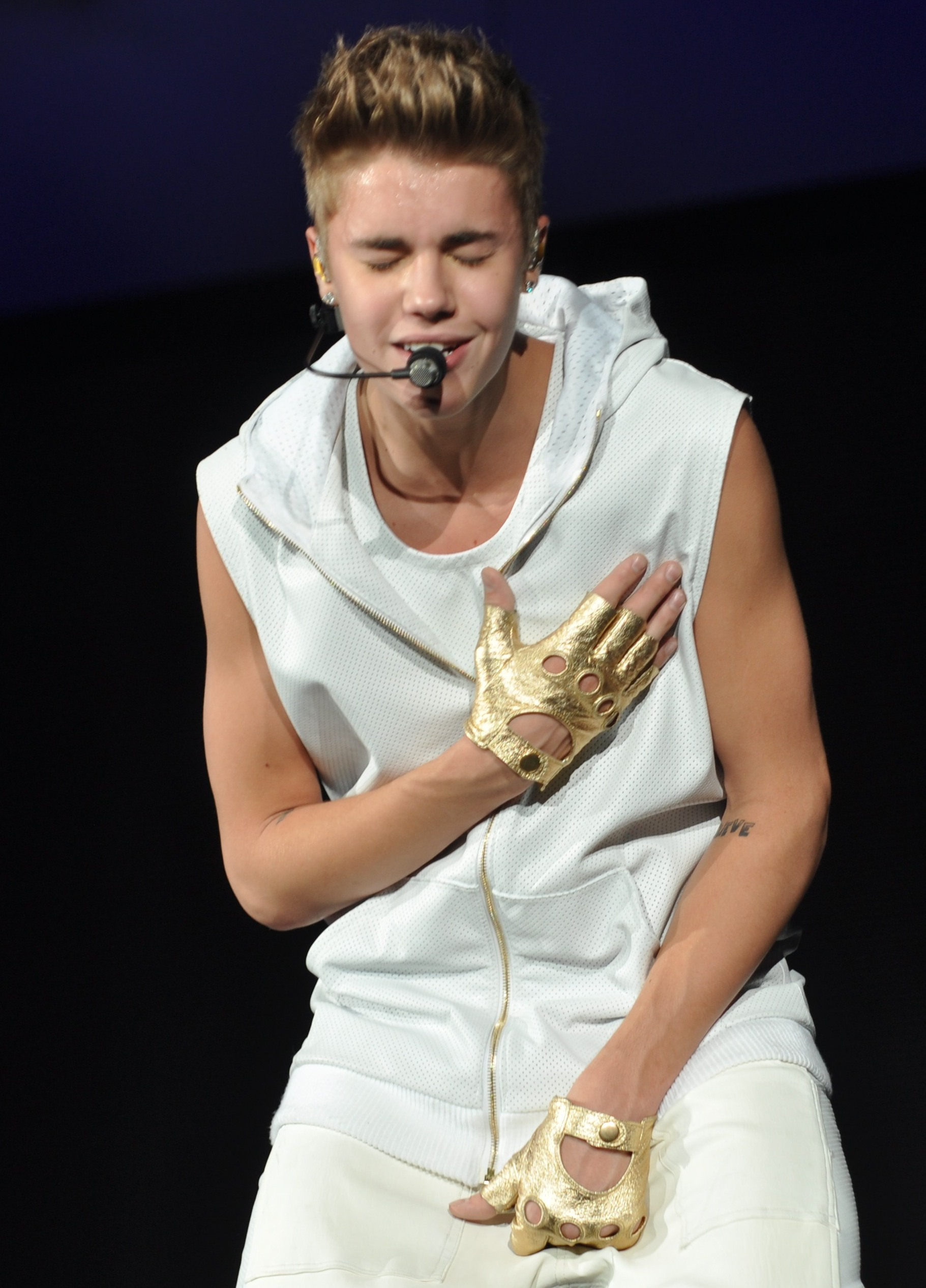
Foi especulado que a letra de "Forget Forever" foi composta com base no relacionamento entre Gomez e o cantor pop canadense Justin Bieber (foto).

Depois do término de todos os trabalhos de When the Sun Goes Down, Gomez anunciou que daria uma pausa em sua carreira musical para focar em seus papéis cinematográficos. Tempo depois, a cantora confirmou o fim da banda Selena Gomez & the Scene, após três álbuns de estúdio. Durante o período de pausa, Selena participou de diversas produções, entre elas Spring Breakers, Behaving Badly e Getaway, e se reuniu com compositores e produtores para a elaboração de músicas para seu novo trabalho. Selena anunciou em outubro de 2012 que havia iniciado a preparação de seu novo disco. Em seguida, ela anunciou seu primeiro álbum em carreira solo. Sob o conteúdo estilístico do registro, ela comentou:
| “ | Fiz um álbum bem dançante que sinto muito orgulho. Gravei cerca de vinte faixas e trabalhei com vários produtores. Serão canções pop bem divertidas, uma ou outra no estilo de Ellie Goulding. É um álbum pop bem divertido. Estou super animada. Esse é o propósito de manter segredo. Estou animada para lançar o primeiro single e que meus fãs possam ouvi-lo logo. | ” |

Em 13 de março de 2013, uma faixa então conhecida como "Rule the World" vazou ilegalmente na rede, sendo creditada ao grupo recém-encerrado. No dia seguinte, Gomez respondeu ao vazamento ao enviar um vídeo com o áudio da canção à sua conta no YouTube. Ela disse: "Aqui está mais uma de minhas novas canções, 'Rule the World', que vazou ontem. Decidi dividi-la com vocês. Ela pode não ser incluída em meu novo disco. Espero que gostem!" Mais tarde, a obra foi remixada e renomeada como "Forget Forever" para ser incluída em seu então futuro disco de estreia.
Em 3 de junho de 2013, a cantora participou de um bate-papo ao vivo promovido pelo YouTube, no qual revelou que o álbum seria intitulado Stars Dance e sua data de lançamento, além de falar sobre as canções do produto. Uma semana antes do registro chegar às lojas, a artista revelou prévias de todas as canções do disco em seu canal no supracitado portal de vídeos, que consistiam de um pequeno trecho da música com algumas cenas promocionais da artista. "Forget Forever" pôde ser ouvida em sua versão completa pelo público em 16 de julho de 2013, data em que o álbum foi liberado para ser escutado inteiramente e gratuitamente na iTunes Store. A faixa foi escrita e produzida por The Suspex (Mitch Allan e Jason Evigan) em conjunto com The Monsters and the Strangerz, um time de composição e produção musical formado por Clarence Coffee Jr., Alexander "Xplicit" Izquierdo, Jordan Johnson, Stefan Johnson e Marcus "Marc Lo" Lomax. Produção vocal adicional foi realizada por Dan Brook. Um remix realizado por ST£FAN foi incluído na coletânea For You (2014).

## Composição
Com uma duração total de quatro minutos e onze segundos (4:11), "Forget Forever" é uma canção derivada dos estilos musicais dance-pop e synthpop com elementos do house e EDM. A música engloba uma produção "brilhante e extensa", e foi descrita como uma balada sobre o rompimento de uma relação. Ela segue a estrutura padrão de uma balada, e seu primeiro verso é acompanhado apenas por um riff de guitarra simples e sutis acordes de sintetizadores. A obra inicia-se e começa a se construir lentamente, até atingir seu clímax, acompanhada por solos de house music. Sam Lansky do Idolator descreveu a composição como "uma canção de dance-pop sensacionalmente eletrificante com um refrão monoliticamente formidável e uma batida excelente, além de grandes solos de house", enquanto Jon O'Brien do Yahoo! Music avaliou que a obra conseguiu "adentrar no território do 'jogue as mãos pro alto' sem sucumbir ao costumeiro estilo bombástico de Guetta". "Forget Forever" também foi comparada aos trabalhos do disc jockey de electro house sueco Calvin Harris, além da cantora barbadense Rihanna. Sua letra é sobre o término de um relacionamento; a faixa apresenta versos como "Eu repeti a mim mesma / Que nunca vou voltar atrás no que disse" e "Sou consciente, mas uma solitária quase morta". Durante o pré-refrão, ela repete a frase "Nosso amor foi feito para dominar o mundo", e durante o refrão ela canta: "Esqueça o 'para sempre' / Esqueça que você sabe meu nome".
Em 23 de julho de 2013, em uma entrevista com a MTV News, Gomez disse que "Forget Forever" era a melhor representação de sua vida no momento, dizendo: "'Forget Forever' é uma ótima canção no disco. Eu acho que é exatamente o lugar onde estou, é uma faixa realmente bela. É como um hino, então eu amo ela". Jeff Benjamin do canal televisivo Fuse notou que a música apresenta diversas alusões a Justin Bieber, ex-namorado de Selena. Jim Farber do New York Daily News ecoou as alegações de Benjamin, dizendo que a letra é sobre um relacionamento que deu errado, além de ter notado que os versos parecem ser sobre Bieber. Sobre a natureza pessoal da canção, Selena disse: "O jeito que eu gravo e que conto minhas histórias e o jeito que quero contar minha vida são completamente diferentes. Então eu nunca fico com medo, eu sempre quero fazer de um jeito positivo, de um jeito bonito, de um jeito divertido. Então, qualquer coisa que gravo ou digo são coisas que sei que me representam com bom gosto". Em 27 de julho de 2013, ao ser entrevistada pelo periódico Los Angeles Times, a cantora disse que "Forget Forever" e "Love Will Remember" são as únicas obras de Stars Dance que "poderiam se tornar algo grande".

## Crítica profissional
"Forget Forever" recebeu críticas positivas da imprensa musical, que obteve consenso quanto aos vocais de Selena e à sua atmosfera dançante. Após o vazamento ilegal, Sam Lansky do Idolator analisou a primeira versão da faixa, "Rule the World", e disse que era "eletrizante", além de ter elogiado seu refrão e a batida. Depois do lançamento de Stars Dance, ele declarou que a nova versão era um dos destaques do disco, e também a citou como uma boa escolha como single. Amy Sciaretto do PopCrush ecoou as palavras de Lansky, também escolhendo-a como destaque no álbum e adjetivando-a de "EDM divertido". Sciaretto completou que "ela não vai fazer uma pareceria com Deadmau5, mas pode ter David Guetta à sua procura para uma faixa!" Nate Jones do Popdust deu à música uma análise positiva, dizendo que é "brilhante e extensa, com uma batida de EDM que não ajuda a nos preparar para o verão".
Bill Lamb do About.com avaliou que "a amargura do romance que deu errado é transformada em sintetizadores deslumbrantes e dançantes" na canção, a qual ele chamou de "uma épica música de rompimento". Jeff Benjamin do canal televisivo Fuse também teceu sua opinião após a publicação ilegal, e notou uma mudança estilística da artista, e comparou a obra a trabalhos de Rihanna. Por fim, ele concluiu: "Gomez está caminhando ao completo modo dançante, e essa nova faixa vazada 'Rule the World' é mais uma indicação". Mais negativa, Liat Kornowski do The Huffington Post adjetivou a canção de "uma fraca tentativa de encaixar-se nos padrões de canção para após a meia-noite, tocas principalmente em boates". Embora tenha apreciado a performance vocal de Selena, ela criticou a letra, escrevendo que parece mais uma paródia do programa estadunidense de comédia Saturday Night Live.

## Desempenho nas tabelas musicais
Depois do lançamento de Stars Dance, "Forget Forever" estreou na posição 118 da tabela musical sul-coreana Gaon Music Chart após mais de 4.099 downloads digitais, mesmo não tendo sido distribuída como single.

### Posições
| Tabela musical (2013)            | Melhor posição |
| -------------------------------- | -------------- |
| Coreia do Sul (Gaon Music Chart) | 118            |